# Xystochroma chloropus
Xystochroma chloropus är en skalbaggsart som först beskrevs av Bates 1879. Xystochroma chloropus ingår i släktet Xystochroma och familjen långhorningar.
Artens utbredningsområde är:
- Panama.
- Venezuela.

Inga underarter finns listade i Catalogue of Life.